# Grand Prix Formule 1 van Italië 2017
De Grand Prix Formule 1 van Italië 2017 werd gehouden op 3 september 2017 op het Autodromo Nazionale Monza. Het was de dertiende race van het kampioenschap.

## Vrije trainingen

### Uitslagen
- Er wordt enkel de top-5 weergegeven.

| Vrije training 1 | Pos | No | Coureur          | Constructeur       | Tijd     |
| ---------------- | --- | -- | ---------------- | ------------------ | -------- |
| Vrije training 1 | 1   | 44 | Lewis Hamilton   | Mercedes           | 1:21.537 |
| Vrije training 1 | 2   | 77 | Valtteri Bottas  | Mercedes           | 1:21.972 |
| Vrije training 1 | 3   | 5  | Sebastian Vettel | Ferrari            | 1:22.652 |
| Vrije training 1 | 4   | 7  | Kimi Räikkönen   | Ferrari            | 1:22.689 |
| Vrije training 1 | 5   | 3  | Daniel Ricciardo | Red Bull-TAG Heuer | 1:22.742 |
| Vrije training 2 | Pos | No | Coureur          | Constructeur       | Tijd     |
| Vrije training 2 | 1   | 77 | Valtteri Bottas  | Mercedes           | 1:21.406 |
| Vrije training 2 | 2   | 44 | Lewis Hamilton   | Mercedes           | 1:21.462 |
| Vrije training 2 | 3   | 5  | Sebastian Vettel | Ferrari            | 1:21.546 |
| Vrije training 2 | 4   | 7  | Kimi Räikkönen   | Ferrari            | 1:21.804 |
| Vrije training 2 | 5   | 33 | Max Verstappen   | Red Bull-TAG Heuer | 1:22.409 |
| Vrije training 3 | Pos | No | Coureur          | Constructeur       | Tijd     |
| Vrije training 3 | 1   | 19 | Felipe Massa     | Williams-Mercedes  | 1:40.660 |
| Vrije training 3 | 2   | 18 | Lance Stroll     | Williams-Mercedes  | 1:40.888 |
| Vrije training 3 | 3   | 27 | Nico Hülkenberg  | Renault            | 1:41.491 |
| Vrije training 3 | 4   | 55 | Carlos Sainz jr. | Toro Rosso         | 1:41.515 |
| Vrije training 3 | 5   | 30 | Jolyon Palmer    | Renault            | 1:44.369 |

## Kwalificatie
Het eerste deel van de kwalificatie begon op een zeer natte baan. Door een crash van Haas-coureur Romain Grosjean ontstond een code "rood", waarna werd vastgesteld dat het te hard regende om door te gaan met de kwalificatie. Nadat de kwalificatie weer begonnen was, behaalde Mercedes-coureur Lewis Hamilton zijn zevende pole position van het seizoen en zijn 69e in totaal, waarmee hij het record van meeste pole positions overnam van Michael Schumacher. De Red Bull-coureurs Max Verstappen en Daniel Ricciardo kwalificeerden zich als tweede en derde. Williams-coureur Lance Stroll en Force India-coureur Esteban Ocon zetten verrassend de vierde en vijfde tijd neer, voor de Mercedes van Valtteri Bottas. De Ferrari-coureurs Kimi Räikkönen en Sebastian Vettel stelden teleur op een zevende en achtste plaats. De top 10 werd afgesloten door de Williams van Felipe Massa en McLaren-coureur Stoffel Vandoorne.
Na afloop van de kwalificatie kregen Toro Rosso-coureur Carlos Sainz jr., de Renault-coureurs Nico Hülkenberg en Jolyon Palmer, de Red Bull-coureurs Daniel Ricciardo en Max Verstappen en McLaren-coureur Fernando Alonso straffen van respectievelijk 10, 10, 15, 20, 25 en 35 startplaatsen omdat zij allemaal meerdere onderdelen van hun motoren moesten vervangen. Ricciardo heeft tevens zijn versnellingsbak moeten vervangen. De andere McLaren-coureur Stoffel Vandoorne kreeg later ook een straf van 25 startplaatsen omdat ook hij meerdere onderdelen van zijn motor moest vervangen. Haas-coureur Romain Grosjean en Force India-coureur Sergio Pérez kregen een straf van vijf startplaatsen omdat zij allebei hun versnellingsbak moesten wisselen.

### Kwalificatieuitslag
| Pos                 | No | Coureur           | Constructeur         | Q1       | Q2       | Q3       | Grid |
| ------------------- | -- | ----------------- | -------------------- | -------- | -------- | -------- | ---- |
| 1                   | 44 | Lewis Hamilton    | Mercedes             | 1:36.009 | 1:34.660 | 1:35.554 | 1    |
| 2                   | 33 | Max Verstappen    | Red Bull-TAG Heuer   | 1:37.344 | 1:36.113 | 1:36.702 | 13   |
| 3                   | 3  | Daniel Ricciardo  | Red Bull-TAG Heuer   | 1:38.304 | 1:37.313 | 1:36.841 | 16   |
| 4                   | 18 | Lance Stroll      | Williams-Mercedes    | 1:37.653 | 1:37.002 | 1:37.032 | 2    |
| 5                   | 31 | Esteban Ocon      | Force India-Mercedes | 1:38.775 | 1:37.580 | 1:37.719 | 3    |
| 6                   | 77 | Valtteri Bottas   | Mercedes             | 1:35.716 | 1:35.396 | 1:37.833 | 4    |
| 7                   | 7  | Kimi Räikkönen    | Ferrari              | 1:38.235 | 1:37.031 | 1:37.987 | 5    |
| 8                   | 5  | Sebastian Vettel  | Ferrari              | 1:37.198 | 1:36.223 | 1:38.064 | 6    |
| 9                   | 19 | Felipe Massa      | Williams-Mercedes    | 1:38.338 | 1:37.456 | 1:38.251 | 7    |
| 10                  | 2  | Stoffel Vandoorne | McLaren-Honda        | 1:38.767 | 1:37.471 | 1:39.157 | 18   |
| 11                  | 11 | Sergio Pérez      | Force India-Mercedes | 1:38.511 | 1:37.582 |          | 10   |
| 12                  | 27 | Nico Hülkenberg   | Renault              | 1:39.242 | 1:38.059 |          | 14   |
| 13                  | 14 | Fernando Alonso   | McLaren-Honda        | 1:39.134 | 1:38.202 |          | 19   |
| 14                  | 26 | Daniil Kvjat      | Toro Rosso           | 1:39.183 | 1:38.245 |          | 8    |
| 15                  | 55 | Carlos Sainz jr.  | Toro Rosso           | 1:39.788 | 1:38.526 |          | 15   |
| 16                  | 20 | Kevin Magnussen   | Haas-Ferrari         | 1:40.489 |          |          | 9    |
| 17                  | 30 | Jolyon Palmer     | Renault              | 1:40.646 |          |          | 17   |
| 18                  | 9  | Marcus Ericsson   | Sauber-Ferrari       | 1:41.732 |          |          | 11   |
| 19                  | 94 | Pascal Wehrlein   | Sauber-Ferrari       | 1:41.875 |          |          | 12   |
| 107% tijd: 1:42.416 |    |                   |                      |          |          |          |      |
| 20                  | 8  | Romain Grosjean   | Haas-Ferrari         | 1:43.355 |          |          | 20   |

## Wedstrijd
Lewis Hamilton won zijn zesde race van het seizoen en nam de leiding in het kampioenschap over van Sebastian Vettel. Valtteri Bottas eindigde op de tweede plaats, terwijl Sebastian Vettel het podium compleet maakte. Daniel Ricciardo eindigde op de vierde plaats, nadat hij enkele ronden voor het eind van de race Kimi Räikkönen inhaalde, die als vijfde eindigde. Esteban Ocon werd zesde, voor de Williams-coureurs Lance Stroll en Felipe Massa en teamgenoot Sergio Pérez. De top 10 werd afgesloten door Max Verstappen, die in de tweede ronde een lekke band kreeg vanwege een touché met Felipe Massa en in de slotronden terugkwam tot de tiende positie.

### Raceuitslag
| Pos. | No. | Coureur           | Constructeur         | Rondes | Tijd/Oorzaak uitval | Grid | Punten |
| ---- | --- | ----------------- | -------------------- | ------ | ------------------- | ---- | ------ |
| 1    | 44  | Lewis Hamilton    | Mercedes             | 53     | 1:15:32.312         | 1    | 25     |
| 2    | 77  | Valtteri Bottas   | Mercedes             | 53     | +4.471              | 4    | 18     |
| 3    | 5   | Sebastian Vettel  | Ferrari              | 53     | +36.317             | 6    | 15     |
| 4    | 3   | Daniel Ricciardo  | Red Bull-TAG Heuer   | 53     | +40.335             | 16   | 12     |
| 5    | 7   | Kimi Räikkönen    | Ferrari              | 53     | +1:00.082           | 5    | 10     |
| 6    | 31  | Esteban Ocon      | Force India-Mercedes | 53     | +1:11.528           | 3    | 8      |
| 7    | 18  | Lance Stroll      | Williams-Mercedes    | 53     | +1:14.156           | 2    | 6      |
| 8    | 19  | Felipe Massa      | Williams-Mercedes    | 53     | +1:14.834           | 7    | 4      |
| 9    | 11  | Sergio Pérez      | Force India-Mercedes | 53     | +1:15.276           | 10   | 2      |
| 10   | 33  | Max Verstappen    | Red Bull-TAG Heuer   | 52     | +1 ronde            | 13   | 1      |
| 11   | 20  | Kevin Magnussen   | Haas-Ferrari         | 52     | +1 ronde            | 9    |        |
| 12   | 26  | Daniil Kvjat      | Toro Rosso           | 52     | +1 ronde            | 8    |        |
| 13   | 27  | Nico Hülkenberg   | Renault              | 52     | +1 ronde            | 14   |        |
| 14   | 55  | Carlos Sainz jr.  | Toro Rosso           | 52     | +1 ronde            | 15   |        |
| 15   | 8   | Romain Grosjean   | Haas-Ferrari         | 52     | +1 ronde            | 20   |        |
| 16   | 94  | Pascal Wehrlein   | Sauber-Ferrari       | 51     | +2 ronden           | 12   |        |
| 17   | 14  | Fernando Alonso   | McLaren-Honda        | 50     | Koppeling           | 19   |        |
| 18   | 9   | Marcus Ericsson   | Sauber-Ferrari       | 49     | Ophanging           | 11   |        |
| DNF  | 2   | Stoffel Vandoorne | McLaren-Honda        | 33     | Motor               | 18   |        |
| DNF  | 30  | Jolyon Palmer     | Renault              | 29     | Versnellingsbak     | 17   |        |

## Tussenstanden Grand Prix
Betreft tussenstanden na afloop van de race.

### Coureurs
| Positie | No. | Rijder           | Team                 | Punten |
| ------- | --- | ---------------- | -------------------- | ------ |
| 01      | 44  | Lewis Hamilton   | Mercedes             | 238    |
| 02      | 5   | Sebastian Vettel | Ferrari              | 235    |
| 03      | 77  | Valtteri Bottas  | Mercedes             | 197    |
| 04      | 3   | Daniel Ricciardo | Red Bull-TAG Heuer   | 144    |
| 05      | 7   | Kimi Räikkönen   | Ferrari              | 138    |
| 06      | 33  | Max Verstappen   | Red Bull-TAG Heuer   | 68     |
| 07      | 11  | Sergio Pérez     | Force India-Mercedes | 58     |
| 08      | 31  | Esteban Ocon     | Force India-Mercedes | 55     |
| 09      | 55  | Carlos Sainz jr. | Toro Rosso           | 36     |
| 10      | 27  | Nico Hülkenberg  | Renault              | 34     |

### Constructeurs
| Positie | Team                 | Punten |
| ------- | -------------------- | ------ |
| 01      | Mercedes             | 435    |
| 02      | Ferrari              | 373    |
| 03      | Red Bull-TAG Heuer   | 212    |
| 04      | Force India-Mercedes | 113    |
| 05      | Williams-Mercedes    | 55     |
| 06      | Toro Rosso           | 40     |
| 07      | Haas-Ferrari         | 35     |
| 08      | Renault              | 34     |
| 09      | McLaren-Honda        | 11     |
| 10      | Sauber-Ferrari       | 5      |